# Harvardsystemet
Harvardsystemet (eng. parenthetic referencing) är en icke enhetlig standard för hur man anger källor inom parentes, och tillämpas i många akademiska texter. Harvardsystemet användes vid Harvard University första gången 1881.
En referensapparat enligt Harvardsystemet består av texthänvisningar och referens- eller källförteckning. Texthänvisningen består i allmänhet av en parentes med författarens efternamn och verkets utgivningsår samt eventuellt sidnummer (Guide till Harvardsystemet, 2013). I brist på person angavs den här referensen med dokumenttitel.
Texthänvisningarnas utformning varierar beroende på vilket undersystem (APA, ACS, MLA etc.) som används. Vissa av reglerna är alltid strikta medan andra varierar mellan publikationer och institutioner beroende på traditioner och dokumentmallar. Varianten (författare årtal) eller (författare, årtal) är vanligt förekommande för källhänvisningar inom samhällsvetenskap, naturvetenskap och teknik, och rekommenderas av American Psychiatric Association (APA) och American Chemical Society (ACS). Varianten (författare, titel) eller (författare, sidnummer) är vanligt förekommande inom humaniora, och rekommenderas av Modern Language Association (MLA).
Ett exempel där en text av T. Thurén används som källa:
Det finns två syften med att i fotnonter ange belägg och hänvisa till källor m.m.. Det ena är för att inte ta åt sig äran åt något som andra har skrivit och därmed bli anklagad och kanske fälld för plagiat. Det andra är för att kunna spåra fel, förutsättningar m.m., vilket är viktigt ur ett källkritiskt perspektiv (Thurén, 2003). Läsaren skall själv kunna kontrollera exakt vad författaren byggt framställningen på och därmed bedöma slutsatsernas bärighet. En texthänvisning med tillhörande referens skall alltså innehålla så mycket information och vara så tydlig att man kan hitta originalkällan.
Texthänvisningens syfte är att peka till den fullständiga referensen. Referenser samlas vanligen i en källförteckning sist i texten och består av information som möjliggör en eftersökning av källan. I källförteckningen skrivs referenserna efter modellen: 
Efternamn, Initial. Utgivningsår. "Artikeltitel", Tidskriftsnamn, utgivningsort, förlag/organisation, volym/utgåva nummer, ISBN.
Efternamn, Initial. Utgivningsår. Boktitel, utgivningsort, förlag/organisation, volym/utgåva/rapport nummer, ISBN.
Exemplet ovan där hänvisningen är (Thurén, 2003) följs av källan nedan:
- Thurén, T. (2003). Sant eller falskt? Metoder i källkritik, KBM:s utbildningsserie 2003:7, Stockholm: Krisberedskapsmyndigheten